# Автопортрет с чёрной собакой
Автопортрет с чёрной собакой (фр. Autoportrait au chien noir) — картина французского живописца Густава Курбе, созданная в 1842 году и доработанная в 1844 году. Хранится в Малом дворце в Париже.

## Описание
На картине изображён молодой человек в шляпе, сидящий на земле рядом с чёрной собакой. Он смотрит на зрителя, облокотившись на большую скалу, в руке у него трубка. За его спиной в траве лежат книга и трость. Вдалеке мы видим пейзаж долины: деревья и холмы на фоне частично облачного неба. Подпись художника и дата написаны синим цветом и находятся слева.

## История

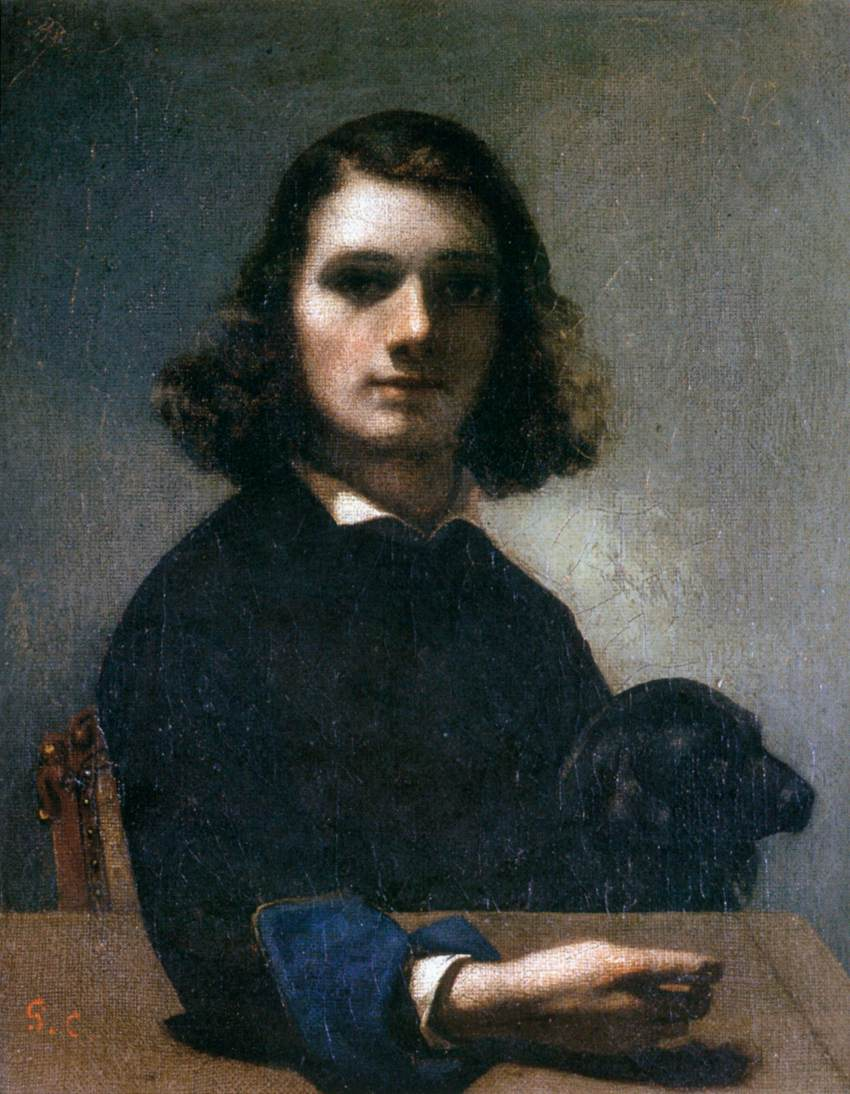
Небольшой автопортрет с чёрным псом (1842), Понтарлье, городской музей

Эта картина является первой работой Курбе, принятой в парижский салон. В официальном каталоге выставки, состоявшейся в Лувре, полотно имеет инвентарный номер 414 и называется Портрет автора (фр. Portrait de l'auteur).
В письме своим родителям от 21 февраля 1844 года Курбе пишет, что по совету художника Николя-Огюста Гессе, который приехал навестить его в мастерской на улице де ла Арп, расположенной в старом колледже Нарбонны, он в четвёртый раз представит серию картин на суд жюри салона. Помимо «Портрета» он отправил Лота и его дочерей, а также Пейзаж. Но принят на выставку был только Портрет. Курбе упомянул в этом письме, что картина датируется 1842 годом. В том же году он написал ещё один автопортрет, поменьше, тоже с собакой (Портрет художника с чёрным псом, музей Понтарлье). Собака, о которой идет речь — это спаниель, которого он получил в подарок незадолго до мая.
Анализ картины показывал, что холст был повторно использован и под текущей картиной находится схожий мотив. Предполагается, что картина была представлена на салоне в слегка округлой форме.
После 1844 года картина вновь была представлена в 1882 году на выставке Кастаньяри. В 1909 году Джульетта Курбе передала её Парижу.

## Анализ
Курбе изобразил себя одетым по богемной моде того времени: чёрный плащ, полосатые брюки, длинные волосы. Ландшафт, предположительно, представляет собой долину Боннево (Ду), но, вероятно, отчасти вымышлен. Изображая себя под открытым небом, Курбе продолжает традиции английских портретистов XVII века.
Чувствуется, что на стиль и мотив композиции оказали влияние работы Жерико, а «змеиная линия» ландшафта Франш-Конте «позаимствована» у Хогарта.